# Ђани Ватимо
Ђантерезио Ватимо (Торино, 4. јануар 1936 — Торино, 19. септембар 2023) био је италијански филозоф и политичар.

## Биографија
Ђантерезио Ватимо је рођен у Торину у Пијемонту. Студирао је филозофију код егзистенцијалисте Луиђија Парејсона на Универзитету у Торину, а дипломирао 1959. Године 1963. преселио се у Хајделберг и студирао код Карла Ловита, Хабермаса и Ханс-Георга Гадамера уз стипендију Фонда Александра фон Хумболта. Затим се ватио вратио у Торино, где је постао доцент 1964, а касније и редовни професор естетике 1969. Док је бораво у Торину постaо је професор теоријске филозофије 1982, такође је био гостујући професор на бројним америчким универзитетима.
За своја дела добио је почасне дипломе са универзитета Ла Плата, Палермо, Мадрид, Хавана, Сан Маркос из Лиме.
Након што је био активан у Радикалној странци, краткотрајној Alleanza per Torino и Демократама левице, Ватимо се придружио Партији италијанских комуниста. За посланика у Европском парламенту изабран је први пут 1999. године, а за други мандат 2009. године.
Отворено је припадник геј популације, као и нихилиста који је прихватио Ничеову идеју о божјој смрти..

## Филозофија
Ватимова филозофија се може окарактерисати као постмодерна са његовим нагласком на „pensiero debole” (слаба мисао). Ово подразумева да се суштинска извесност модерности са њеним нагласком на објективној истини заснованој на рационалном унитарном субјекту напусти ради вишеструке концепције ближе уметности.
Он се ослања на филозофију Мартина Хајдегера својом критиком темеља и херменеутичку филозофију свог учитеља Ханса-Георга Гадамера. Можда је његов највећи утицај ипак мисао Фридриха Ничеа, чије „откриће лажи, откриће да су наводне 'вредности' и метафизичке структуре само игра сила” (1993:93), игра важну улогу у Ватимовом појму "слабе мисли".
Ватимо одбацује сваки појам трансценденталне структуре разума или стварности која би била дата једном заувек. Ово не имплицира губитак истине, већ хајдегеровску реинтерпретацију истине као отварања хоризонта. Да би херменеутика била конзистентна са сопственим одбацивањем метафизике, она се мора представити, тврди Ватимо, „као најубедљивије филозофско тумачење ситуације или 'епохе'“ (1997:10). Да би то учинио, Ватимо предлаже тумачење херменеутике као "нихилистичког" позива.
За Ватима је херменеутика постала досадна и нејасна, без јасног значаја за филозофске проблеме. Његов одговор је да инсистира на нихилистичким последицама херменеутике. Тврдња да „не постоје само тумачења чињеница и да је и ово тумачење“ значи да се херменеутика не може посматрати као најтачнији/најистинитији опис трајних структура реалности људске егзистенције. Херменеутика није метафизичка теорија у овом смислу и стога се може „доказати“ само тако што ће бити представљена као одговор на историју бића, историју бајки света, слабљења структура, односно као појаву нихилизам. Ово нихилистичко читање историје подразумева известан однос према модерности, при чему се модерност изнутра раствара кроз извртајућу, искривљену радикализацију њених премиса.
Историја као процес слабљења (секуларизација и разочарење су други термини које Ватимо користи) „преузима форму одлуке за ненасиље“ (1992:95). Етика комуникације у складу са линијама које предлаже Јирген Хабермас пати, према Ватиму, због тога што се налази у суштински ахисторијској позицији, док осцилира између формализма и културног релативизма (1992:117). За Ватима, тек када херменеутика прихвати своју нихилистичку судбину, „може наћи у 'негативности', у растварању као 'судбини бића'... принцип оријентације који јој омогућава да оствари сопствену првобитну склоност етици, а да притом не обнавља метафизике нити препуштање узалудности релативистичке филозофије културе“ (1992:119).
Године 2004, након што је напустио партију Демократа левице, подржао је марксизам, позитивно оценивши његове пројектне принципе и желећи „повратак“ на Марксову мисао и на комунизам, ослобођен од искривљеног совјетског развоја, који треба да се дијалектички превазиђе.

## Ставови и мишљења

### Подршка Хамасу
Ватимо је потписао петицију објављену 28. фебруара 2009. године, позивајући Европску унију да уклони Хамас са своје листе терористичких организација и да му да пуно признање као легитимни глас палестинског народа. 22. јула 2014, као одговор на војну операцију ИОС-а у Гази против напада Хамаса на Израел, Ватимо је изразио је спремност да оде у Газу и бори се раме уз раме са Хамасом и рекао, када су га упитали да ли би пуцао на Израелце: „По природи сам ненасилан, али бих пуцао на оне који бомбардују болнице, приватне клинике и децу.' Ватимо је додао да су за њега то били 'чисти нацисти', а сама држава нацистичка држава, можда нешто гора чак и од Хитлера јер у случају Израела имају подршку запада.

### Антисемитизам
Ватимо је оптужен за антисемитизам због свог антиционизма. Ренцо Гатења, председник Уније италијанских јеврејских заједница, оптужио га је за антисемитизам. Рабин Барбара Аиело, прва жена рабин у Италији, такође је оптужила Ватима за антисемитизам. Министри спољних послова Италије, Француске и Немачке су реагујући на његове изјаве „ционистичких гадова” и сличних рекли да осуђују такав језик, као и насиље које се дешавало на пропалестинским демонстрацијама у Европи. Ватимо се извинио једном израелском листу (Haaretz). „У телефонском интервјуу, рекао је да „жали” због таквих речи и да се „стиди” због њих,тврдећи да су га „испровоцирали” водитељи емисије на којој је коментарисао.

## Дела
- Il concetto di fare in Aristotele, Giappichelli, Torino, 1961
- Essere, storia e linguaggio in Heidegger, Filosofia, Torino, 1963
- Ipotesi su Nietzsche, Giappichelli, Torino, 1967
- Poesia e ontologia. 1968. ISBN 9788842591009., Mursia, Milano .
- Schleiermacher, filosofo dell'interpretazione. 1968. ISBN 9788842592785., Mursia, Milano.
- Introduzione ad Heidegger, Laterza, Roma-Bari, 1971
- Il soggetto e la maschera, Bompiani, Milano, 1974
- Le avventure della differenza, Garzanti, Milano, 1980
- Al di là del soggetto, Feltrinelli, Milano, 1981
- Il pensiero debole, Feltrinelli, Milano, 1983 (a cura di G. Vattimo e P. A. Rovatti)
- La fine della modernità, Garzanti, Milano, 1985
- Introduzione a Nietzsche, Laterza, Roma-Bari, 1985
- La società trasparente, Garzanti, Milano, 1989
- Etica dell'interpretazione, Rosenberg & Sellier, Torino, 1989
- Filosofia al presente, Garzanti, Milano, 1990
- Oltre l'interpretazione, Laterza, Roma-Bari, 1994
- Credere di credere, Garzanti, Milano, 1996
- Vocazione e responsabilità del filosofo, Il Melangolo, Genova, 2000
- Dialogo con Nietzsche. Saggi 1961-2000, Garzanti, Milano, 2001
- Tecnica ed esistenza. Una mappa filosofica del Novecento, Bruno Mondadori, Milano, 2002
- Dopo la cristianità. Per un cristianesimo non religioso. 2002. ISBN 88-11-59704-8., Garzanti, Milano.
- Nichilismo ed emancipazione. Etica, politica e diritto, a cura di S. Zabala, Garzanti, Milano, 2003
- Il socialismo ossia l'Europa, Trauben, 2004
- Il Futuro della Religione, con Richard Rorty. A cura di S. Zabala, Garzanti, Milano, 2005
- Verità o fede debole? Dialogo su cristianesimo e relativismo, con René Girard. A cura di P. Antonello, Transeuropa Edizioni, Massa, 2006
- Non essere Dio. Un'autobiografia a quattro mani, con Piergiorgio Paterlini, Aliberti editore, Reggio Emilia, 2006
- Ecce comu. Come si ri-diventa ciò che si era, Fazi, Roma, 2007
- After the Death of God, con John D. Caputo, Columbia University Press, 2007
- Addio alla Verità, Meltemi, 2009
- Introduzione all'estetica, Edizioni ETS, Pisa 2010
- Magnificat. Un'idea di montagna, Vivalda, 2011
- Hermeneutic Communism: From Heidegger to Marx, con Santiago Zabala, Columbia University Press, 2011
- Della realtà, Garzanti, Milano, 2012